# Шарипов, Динар Анварович
Динар Анварович Шарипов (15 сентября 1966) — советский и российский футболист, полузащитник.

## Карьера
Воспитанник уфимского футбола.
В 1983 году дебютировал в составе СК «Гастелло». На следующий год был уже основным игроком команды.
В 1985—1986 выступал на первенстве области за куйбышевский СКА. В 1987 приглашен в «Крылья Советов». Здесь он провел один сезон в первой лиге (1987) и три сезона во второй (1988—1990).
Во второй половине 1990 года пытался закрепиться в «Роторе». Однако почти сразу в двусторонней тренировочной игре получил серьёзную травму, которая в итоге не позволила провести за основу ни одной игры. Отыграв только 2 игры в турнире дублеров, по окончании сезона вернулся в состав «Крыльев».
В 1992 году дебютировал в высшей лиге чемпионата России. В 1995 покинул команду, перешёл в «Ладу» (Тольятти).
В 2009 году был заявлен командой РОССКАТ из Нефтегорска старшим тренером.
В 2011 тренировал команду «Крылья Советов-2», выступавшую в областном чемпионате.
Сын Альберт — также футболист.

## Достижения
- 2009 — Заслуженный ветеран ФК «Крылья Советов»